# Sconcerto
Sconcerto — пятьдесят восьмой студийный альбом итальянской певицы Мины, выпущенный в 2001 году на лейбле PDU.
Альбом был записан в студии под аккомпанемент живого оркестра. Мина исполняет песни из репертуара знаменитого итальянского певца Доменико Модуньо.

## Список композиций
| №   | Название                           | Автор(ы)                            | Длительность |
| --- | ---------------------------------- | ----------------------------------- | ------------ |
| 1.  | «Tu sì ’na cosa grande»            | Доменико Модуньо, Роберто Джигли    | 4:54         |
| 2.  | «Pasqualino marajà»                | Доменико Модуньо, Франко Миглиаччи  | 4:13         |
| 3.  | «Resta cu’mme»                     | Доменико Модуньо, Дино Верде        | 5:04         |
| 4.  | «Amara terra mia»                  | Доменико Модуньо, Энрика Бонаккорти | 4:19         |
| 5.  | «Notte di luna calante»            | Доменико Модуньо                    | 5:26         |
| 6.  | «La donna riccia»                  | Доменико Модуньо                    | 3:09         |
| 7.  | «Dio, come ti amo»                 | Доменико Модуньо                    | 5:39         |
| 8.  | «Strada ’nfosa»                    | Доменико Модуньо                    | 4:41         |
| 9.  | «Come hai fatto»                   | Доменико Модуньо                    | 4:42         |
| 10. | «La lontananza»                    | Доменико Модуньо, Энрика Бонаккорти | 6:19         |
| 11. | «Nel blu, dipinto di blu (Volare)» | Доменико Модуньо, Франко Миглиаччи  | 1:50         |

## Чарты
| Чарт (2001)               | Пиковая позиция |
| ------------------------- | --------------- |
| Европа (Music & Media)    | 34              |
| Италия (Classifica album) | 2               |

| Чарт (2001)   | Позиция |
| ------------- | ------- |
| Италия (FIMI) | 77      |

| Чарт (2001)               | Пиковая позиция |
| ------------------------- | --------------- |
| Европа (Music & Media)    | 34              |
| Италия (Classifica album) | 2               |

| Чарт (2001)   | Позиция |
| ------------- | ------- |
| Италия (FIMI) | 77      |